# Barker Ten Mile
Barker Ten Mile statisztikai település az USA Észak-Karolina államában, Robeson megyében. Lakosainak száma 937 fő (2020. április 1.).

## Népesség
A település népességének változása:
| Lakosok száma | 976  | 952  | 937  |
|               | 2000 | 2010 | 2020 |